# Bitwig Studio
Bitwig Studio ist eine digitale Audio-Workstation der Berliner Bitwig GmbH. Die Software bietet neben den gängigen Funktionen für Musikproduktion, auch eine modulare Arbeitsumgebung mit zahlreichen Bausteinen für Klangerzeugung, Audio-Effekte und deren Steuerung.
Die flexible Modulationsarchitektur erlaubt es, nahezu jeden Parameter dynamisch zu beeinflussen – auch spurenübergreifend. Hybrid Tracks ermöglichen das gleichzeitige Bearbeiten von Audio- und MIDI-Daten auf einer Spur, während der modulare Aufbau der Software für hohe Stabilität sorgt: Stürzt ein Plugin oder die Audio-Engine ab, kann es einzeln neu gestartet werden, ohne das Projekt zu unterbrechen.
Die DAW unterstützt umfassend die Steuerung externer Hardware über CV/Gate und MIDI, einschließlich direkter Ausgabe über Audiointerfaces. Auch moderne Standards wie MPE werden vollständig abgedeckt. Eine offene Controller-API erlaubt frei konfigurierbare Hardware-Mappings. Funktionen wie automatische Latenzkompensation, paralleles Arbeiten an mehreren Projekten, frei anlegbare Return-Tracks sowie ein flüssiger Drag-and-drop-Workflow sorgen für eine nahtlose und kreative Produktionserfahrung.
Die in Bitwig verwendbaren virtuellen Instrumente und Effekte lassen sich durch die Integration von CLAP-Plugins, einem in Kooperation mit u-he (Heckmann Audio GmbH) entwickeltem Pluginstandard, erweitern. Auch die bis heute weit verbreiteten VST-Plugins lassen sich in die DAW einbinden.
Bitwig Studio ist eine der wenigen kommerziellen DAWs, die neben Windows und macOS, auch bestimmte Linux-Distributionen unterstützt. Die Software ist in drei verschiedenen Versionen erhältlich: der beschnittenen Einsteigerversion Essentials, einer Version mit weniger Instrumenten und Effekten Producer und der vollwertigen Version ohne Zusatztitel.

## Versionsgeschichte

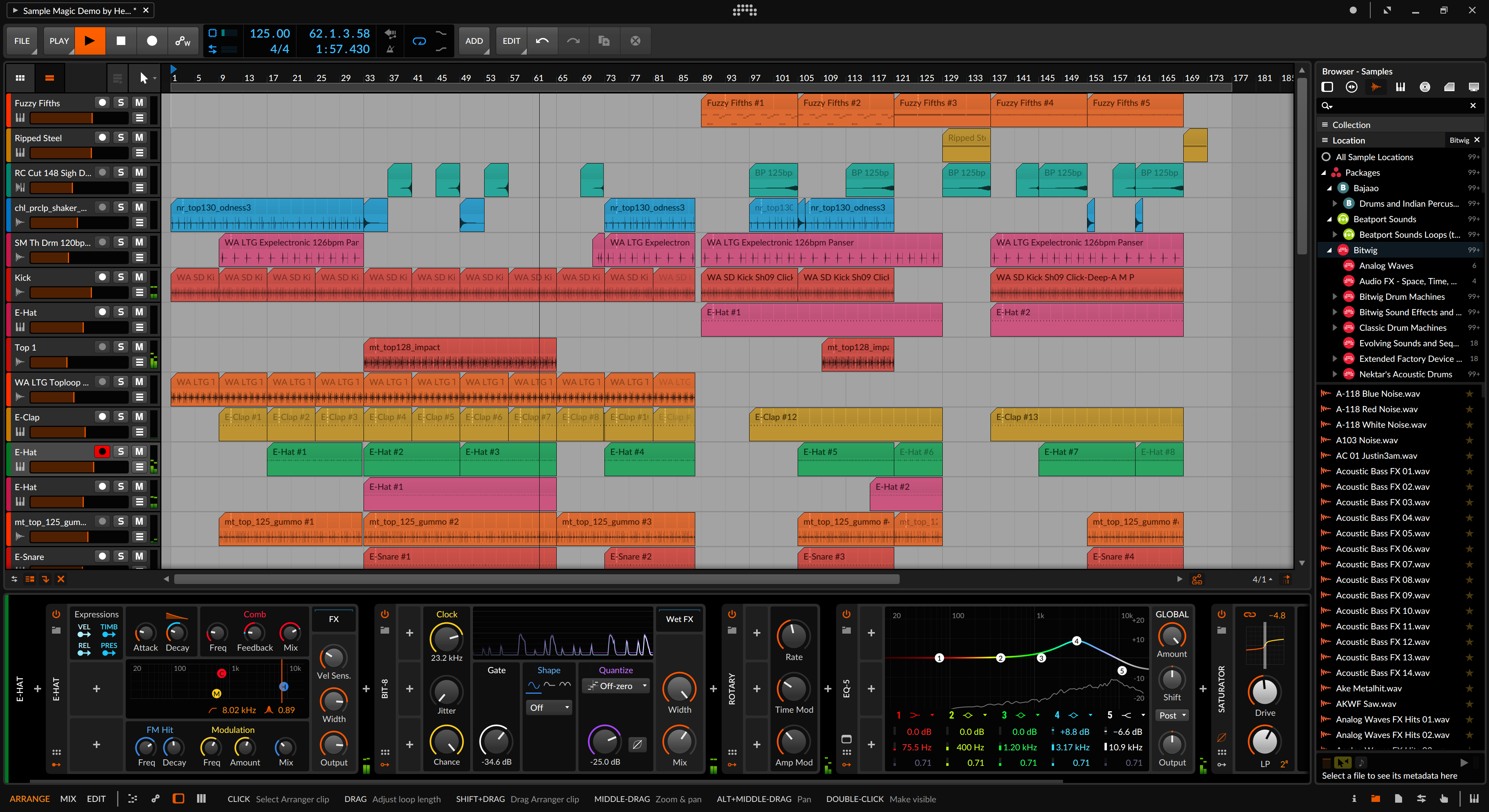
Screenshot Bitwig v3.2.1

Bitwig Studio wurde am 26. März 2014 in der Version 1.0 veröffentlicht. Seitdem wurde die Digital Audio Workstation kontinuierlich weiterentwickelt und um zahlreiche Funktionen erweitert.
Mit Version 2.0 (Februar 2017) wurde ein umfangreiches Modulationssystem eingeführt. Die darauffolgenden Updates brachten neue Geräte, Effekte und Verbesserungen im Workflow. Im Juli 2019 erschien Version 3.0 mit „The Grid“, einem modularen Sounddesign-Umfeld. Weitere Updates in Version 3.x führten unter anderem neue Wavetable-Synthese- und Bearbeitungsfunktionen ein.
Im Juli 2021 brachte Bitwig Studio 4 unter anderem Comping, neue kreative Werkzeuge wie „Operators“ sowie native Unterstützung für Apple Silicon. Die Versionen 4.1 bis 4.4 erweiterten das Angebot um Note-Effekte, neue Audio-FX und spektrale Bearbeitungsmöglichkeiten.
Ein bedeutender Sprung erfolgte im Juni 2023 mit Version 5.0, die ein überarbeitetes Modulationssystem und neue Performance-Funktionen einführte. Es folgten weitere 5.x-Versionen mit zusätzlichen Audioeffekten, Filtern, Drum-Geräten und Verbesserungen in der Benutzeroberfläche und Projektverwaltung. Zu den aktuellen Versionen zählt Bitwig Studio 5.3 (veröffentlicht im November 2024), das unter anderem 25 neue Drum-Instrumente sowie eine Master-Recording-Funktion bietet.
Für 2025 ist eine Verbesserung grundlegender Workflow-Funktionen und die Einführung eines eigen entwickelten Audio Interfaces Bitwig Connect 4/12 mit entsprechendem Integrationsmodus für die DAW geplant.